# Angelica Bridges
Angelica Bridges (Harrisonville, 20 november 1970) is een Amerikaanse actrice.

## Levensloop en carrière
Bridges begon haar acteercarrière met een gastrol in Days of our Lives in 1995. In 1997 en 1998 speelde ze in Baywatch. In 2001 verscheen ze in Playboy.
- Library of Congress Control Number: no2012019329
- Virtual International Authority File: 232338658
- WorldCat: E39PBJhGVM34vGw3tVmhbrcQMP